# Воробієвський Ігор Олександрович
25.04.1996-26.02.2022
2016 році вступив до Національної академії сухопутних військ імені Гетьмана Петра Сагайдачного. Під час навчання здобув багаж знань зі своєї спеціальності.  У 2020 році випустився з академії і був направлений на службу у 1-шу окрему танкову Сіверську бригаду. Ігор став заступником командира з морально-психологічного забезпечення. В мінометній батареї молодий лейтенант  зарекомендував себе як освічений та дисциплінований офіцер. Одразу знайшов порозуміння з особовим складом батареї. У 2020 році вийшов з підрозділом в зону ООС ,де виконував свої службові обов'язки,а повернувшись із зони бойових дій продовжував службу. Загинув Ігор при обороні міста Чернігова 26 лютого 2022 року. Привезли його у рідну домівку 24 березня 2022 року і поховали у місті Старокостянтинів 25 березня.
Загинув ,захищаючи державний суверенітет та територіальну цілісність України від російського окупанта. Нагороджений орденами: "Ветерана війни", "Богдана Хмельницького ІІІ ступеня"посмертно.

## Нагороди
- Орден Богдана Хмельницького III ступеня (посмертно)[2]